# Dio Padre

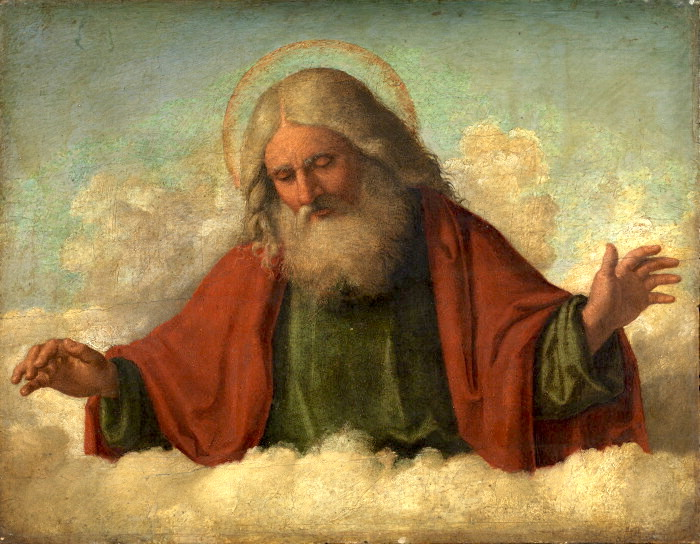
Dio Padre, dipinto di Cima da Conegliano (Courtauld Institute of Art, Londra)

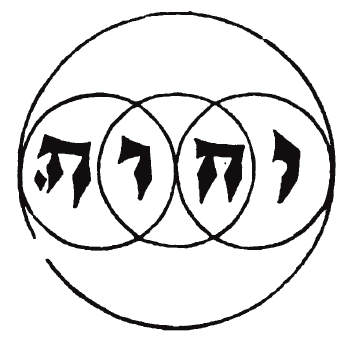
Tetragrammaton disegnato su una pagina della Patrologia Latina

L'appellativo Dio Padre è dato in alcune religioni al Dio supremo.

## Ebraismo
Nella religione ebraica YHWH è chiamato Padre perché è il creatore, il legislatore ed il protettore.
Presso Israele, il Dio Yahweh ancor più è Padre in forza dell'Alleanza e del dono della Legge fatto a Israele.

## Cristianesimo
Nel Cristianesimo, Dio è chiamato Padre principalmente in ragione del mistero di relazione Padre-Figlio che lo rapporta con Gesù Cristo: 
Chiamando Dio con il nome di "Padre", il linguaggio della fede mette in luce soprattutto due aspetti: che Dio è origine primaria di tutto ed autorità trascendente, ma che, al tempo stesso, è bontà e sollecitudine d'amore per tutti i suoi figli. Questa tenerezza paterna di Dio può anche essere espressa con l'immagine della maternità, che indica ancor meglio l'immanenza di Dio, l'intimità tra Dio e la sua creatura (voce art.I, paragrafo 2, 239, catechismo della Chiesa cattolica).

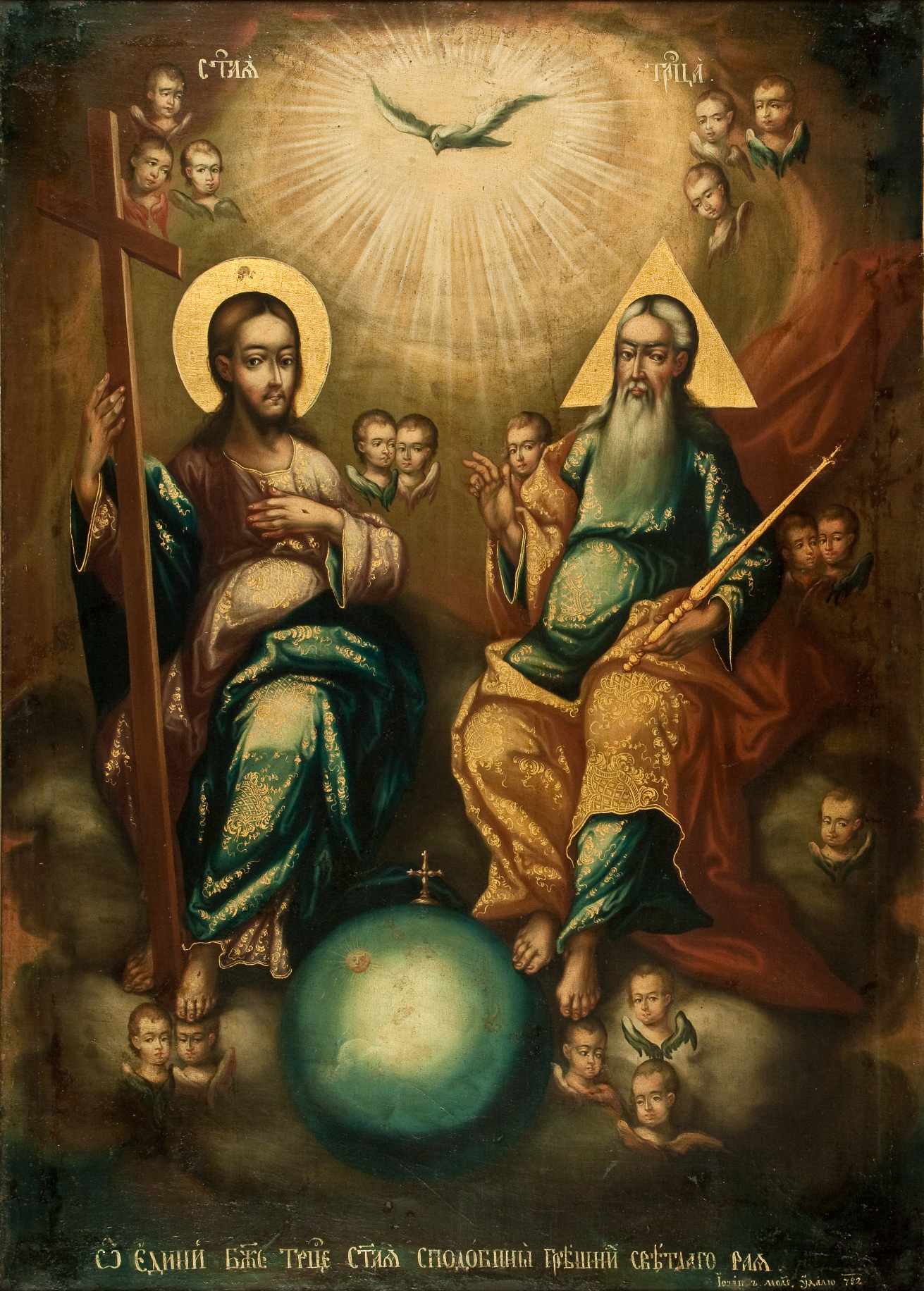
Icona della Trinità a Sveta Trojica, in cui il Padre è contraddistinto dall'aureola triangolare.

Il titolo religioso "Padre" spetta solamente a Dio, in base a quanto affermato nel Vangelo di Matteo da Cristo stesso. 
È soprattutto nel mistero della Trinità che è usata l'espressione Dio Padre per distinguere questi dalle altre due persone della Trinità stessa: il Figlio e lo Spirito Santo. Per i cristiani Dio Padre è quindi la prima delle tre persone della Trinità.
Durante il Concilio di Firenze si ribadì che il Padre è Principio senza Principio, generante ingenerato e che tutto ciò che è, lo è da Sé.

## Politeismo
In molte forme di politeismo, il dio di rango più elevato è rappresentato come il padre degli dèi e degli uomini. Ad esempio nella religione greca antica Zeus è considerato il padre degli dèi ed il padre di alcuni esseri umani, che erano il risultato di molte relazioni extraconiugali.